# Xã North Union, Quận Sharp, Arkansas
Xã North Union (tiếng Anh: North Union Township) là một xã thuộc quận Sharp, tiểu bang Arkansas, Hoa Kỳ. Năm 2010, dân số của xã này là 160 người.